# Liste der Biografien/Lug
Liste der Biografien |
Portal Biografien |
Personensuche
# |
A |
B |
C |
D |
E |
F |
G |
H |
I |
J |
K |
L |
M |
N |
O |
P |
Q |
R |
S |
T |
U |
V |
W |
X |
Y |
Z |
?
 
La |
Lb |
Lc |
Le |
Lg |
Lh |
Li |
Lj |
Ll |
Lm |
Lo |
Lp |
Lt |
Lu |
Lv |
Lw |
Lx |
Ly |
Lz
 
Lua |
Lub |
Luc |
Lud |
Lue |
Luf |
Lug |
Luh |
Lui |
Luj |
Luk |
Lul |
Lum |
Lun |
Luo |
Lup |
Luq |
Lur |
Lus |
Lut |
Luu |
Luv |
Luw |
Lux |
Luy |
Luz
Die Liste der Biografien führt alle Personen auf, die in der deutschsprachigen Wikipedia einen Artikel haben. Dieses ist eine Teilliste mit 119 Einträgen von Personen, deren Namen mit den Buchstaben „Lug“ beginnt.

## Lug

### Luga
- Luga, Joe (1920–2002), deutscher Chansonsänger und Kabarettist
- Lugailo, Staņislavs (1938–2021), sowjetischer Volleyballspieler
- Lugal-anda, König von Lagasch
- Lugal-kiniše-dudu, sumerischer König
- Lugal-Zagesi, sumerischer Herrscher
- Lugan, Bernard (* 1946), französischer Historiker
- Lugani, Katharina (* 1979), deutsche Rechtswissenschaftlerin und Hochschullehrerin
- Lugano, Bobby (1917–1994), österreichischer Fernsehzauberer
- Lugano, Diego (* 1980), uruguayischer Fußballspieler
- Luganski, Nikolai Lwowitsch (* 1972), russischer PianistNikolai Lwowitsch Luganski (* 1972)

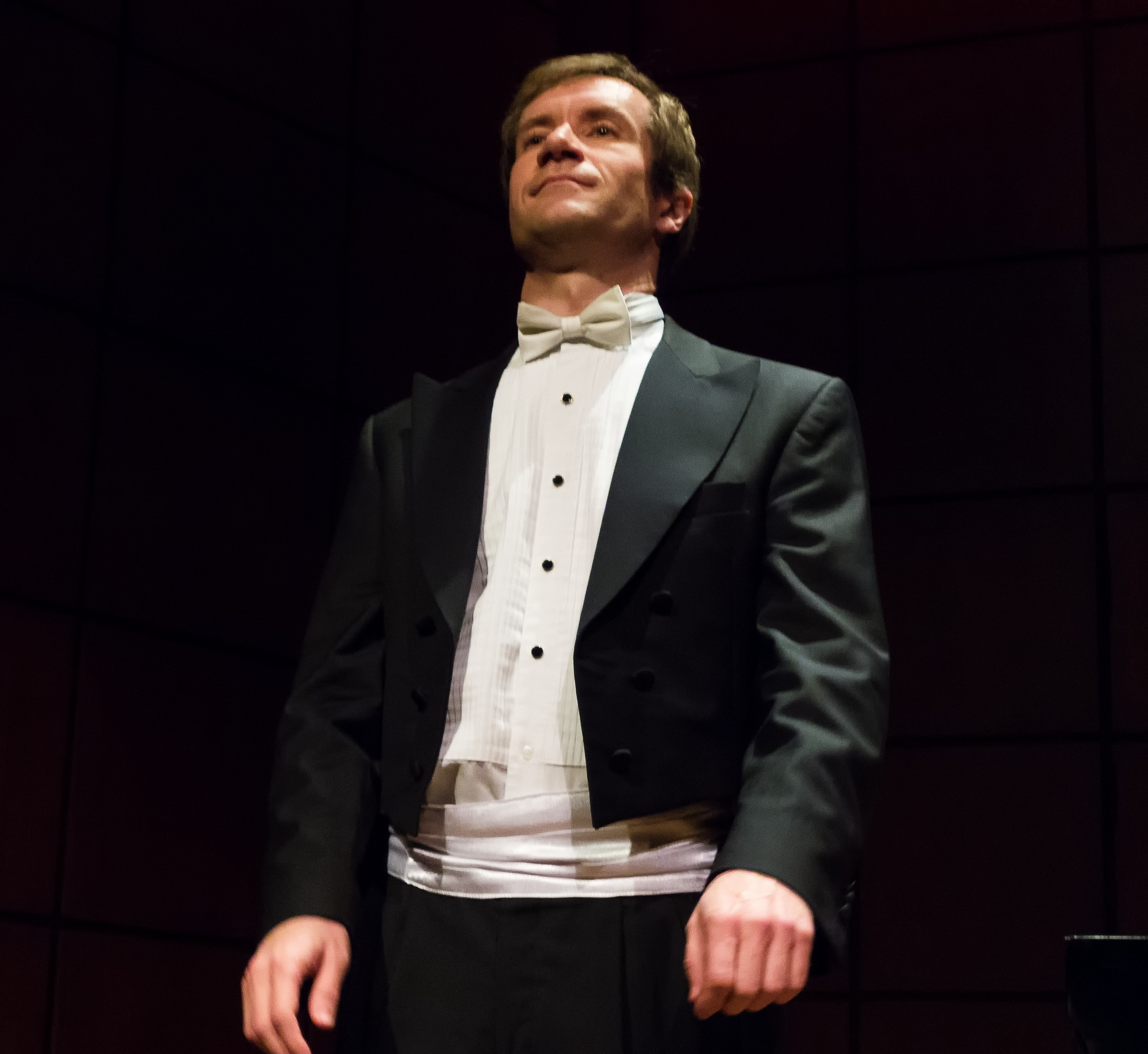
Nikolai Lwowitsch Luganski (* 1972)

- Lugar, Christian (* 1969), österreichischer Judoka
- Lugar, Richard (1932–2019), US-amerikanischer Politiker
- Lugar, Robert (* 1970), österreichischer Politiker (TS, BZÖ, FPÖ), Abgeordneter zum Nationalrat
- Lugard, Frederick, 1. Baron Lugard (1858–1945), britischer Afrika-Forscher und Kolonialadministrator
- Lugardon, Jean-Léonard (1801–1884), Schweizer Historien-, Genre- und Porträtmaler
- Lugaresi, Leonardo (* 1954), italienischer Patristiker
- Lugari, Giovanni Battista (1846–1914), katholischer Theologe und Kardinal

### Luge
- Luge, André (* 1991), deutscher Fußballspieler
- Luge, Andrea (* 1965), französische Volleyball- und Beachvolleyballspielerin
- Lugebiel, Erna (1898–1984), deutsche Widerstandskämpferin
- Lugelin, Hermann, Landgräflich-hessischer Ministeriale
- Lugenheim, Karl-Heinz (* 1928), deutscher Diplomat, Botschafter der DDR
- Lugeon, Jean (1898–1976), Schweizer Meteorologe
- Lugeon, Maurice (1870–1953), Schweizer Geologe
- Luger, Alfons (1869–1945), österreichischer Genre- und Landschaftsmaler
- Luger, Angelina (1858–1910), deutsche Opernsängerin (Mezzosopran, Alt)
- Luger, Anton (1863–1946), österreichischer Politiker (Deutsche Vereinigung, CS), Landtagsabgeordneter
- Luger, Christoph (* 1957), österreichischer Maler und Grafiker
- Luger, Constantin (* 1981), österreichischer Musiker, Moderator und Kulturwissenschaftler
- Luger, Engelbert (1861–1926), österreichischer Maler und Politiker (CS), Landtagsabgeordneter
- Luger, Florian (* 1994), österreichisches Model
- Luger, Friedrich (1813–1890), deutscher evangelisch-lutherischer Geistlicher und Autor
- Luger, Georg (1849–1923), österreichisch-deutscher WaffentechnikerGeorg Luger (1849–1923)

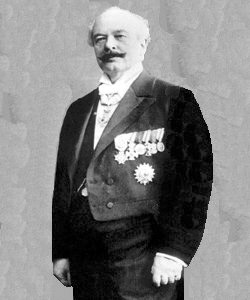
Georg Luger (1849–1923)

- Lüger, Heinz-Helmut (* 1946), deutscher Sprachwissenschaftler und Hochschullehrer
- Luger, Joachim Hermann (* 1943), deutscher Schauspieler
- Luger, Karolin (* 1963), österreichisch-amerikanische Biochemikerin
- Luger, Klaus (* 1960), österreichischer Politiker (SPÖ)
- Luger, Lex (* 1958), US-amerikanischer WrestlerLex Luger (* 1958)

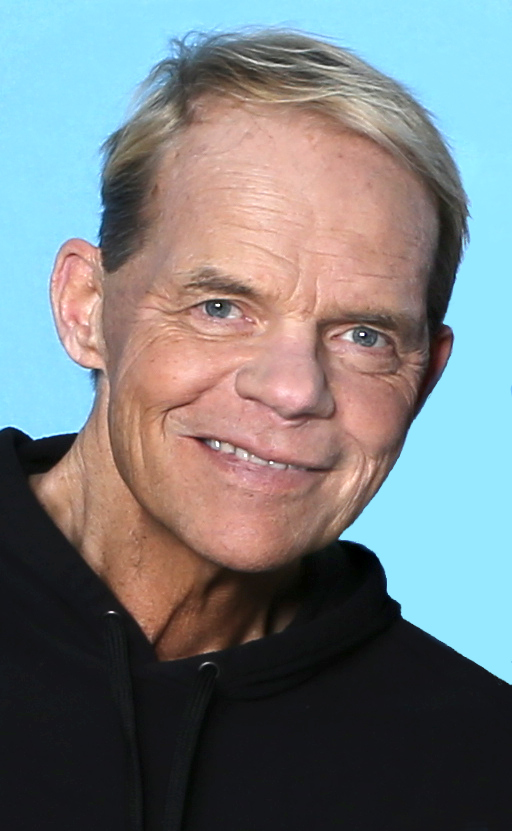
Lex Luger (* 1958)

- Luger, Lex (* 1991), US-amerikanischer Musikproduzent
- Luger, Maximilian Rudolf (* 1958), österreichischer Architekt
- Luger, Peter (* 1943), deutscher Chemiker und Kristallograph
- Luger, Reinhold (* 1941), österreichischer Grafikdesigner
- Lüger, Siegfried (1936–1992), deutscher Fußballspieler
- Lugerner, Steven (* 1988), US-amerikanischer Jazzmusiker und Komponist
- Lugert, Josef (1841–1928), österreichischer Musikpädagoge
- Lugerth, Ferdinand (1885–1915), österreichischer Bildhauer

### Lugg
- Luggenhölscher, Jan (* 1980), deutscher Eiskunstläufer
- Lugger, Alexander (* 1968), österreichischer Skibergsteiger
- Lugger, Alois (1889–1963), österreichischer Politiker (ÖVP), Landtagsabgeordneter
- Lugger, Alois (1912–2005), österreichischer Politiker (ÖVP)
- Lugger, Klaus (* 1948), österreichischer Funktionär des Gemeinnützigen Wohnbaus und Jurist
- Luggin, Josef (1834–1911), österreichischer Jurist und Politiker, Kärntner Landtagsabgeordneter

### Lugi
- Lugiato, Luigi (* 1944), italienischer Physiker
- Lugin, Dmitri Jewgenjewitsch (* 1990), russischer Eishockeyspieler
- Luginbühl, Bendicht (* 1955), Schweizer Unternehmensberater
- Luginbühl, Bernhard (1929–2011), Schweizer KünstlerBernhard Luginbühl (1929–2011)

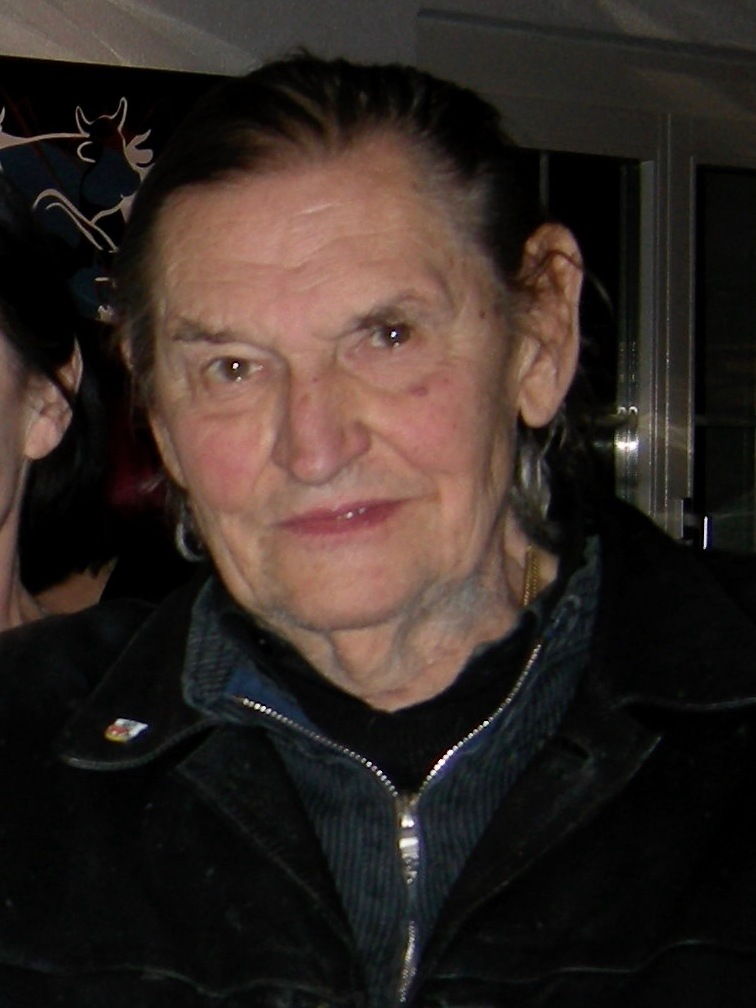
Bernhard Luginbühl (1929–2011)

- Luginbühl, Buschi (* 1942), Schweizer Hörspielregisseur, Hörspielautor, Rundfunkjournalist Schauspieler und Theatergründer
- Luginbuhl, Christian B. (* 1955), US-amerikanischer Astronom
- Luginbühl, Emil (1899–1983), Schweizer Germanist und Gymnasiallehrer
- Luginbühl, Mathias (* 1978), Schweizer Schrittmacher
- Luginbühl, Rudolf (1854–1912), Schweizer Historiker
- Luginbühl, Ueli (1941–2010), Schweizer Radrennfahrer und Schrittmacher
- Luginbühl, Werner (* 1958), Schweizer Politiker (BDP)
- Luginbühl-Koelner, Ursi (1936–2017), Schweizer Keramikerin, Töpferin und Plastikerin
- Luginger, Eva (* 1988), deutsche Schlagersängerin
- Luginger, Jürgen (* 1967), deutscher Fußballspieler und -trainer
- Luginina, Ija Germanowna (1922–2015), sowjetische bzw. russische Baustoffkundlerin und Hochschullehrerin

### Lugk
- Lugk, Bettina (* 1982), deutsche Politikerin (SPD), MdB

### Lugl
- Lugli, Giuseppe (1890–1967), italienischer Klassischer Archäologe und Topograph
- Lugli, Paolo (* 1956), italienischer Wissenschaftler im Fachbereich Nanoelektronik und Molekularelektronik

### Lugm
- Lugmair, Friedrich (1914–1993), deutscher Politiker (WAV), MdL Bayern
- Lugmair, Wolfgang (* 1976), deutscher Maler
- Lugmayer, Karl (1892–1972), österreichischer Volksbildner, Philosoph und Politiker (ÖVP), Mitglied des Bundesrates
- Lugmayer, Karl (1926–2014), österreichischer Bergsteiger und Autor
- Lugmayr, Helmut (* 1964), österreichischer Reiseleiter und Übersetzer aus dem Isländischen
- Lugmayr, Monika (* 1940), österreichische Politikerin (ÖVP), Landtagsabgeordnete
- Lugmeier, Ludwig (* 1949), deutscher Schriftsteller und Millionendieb

### Lugn
- Lugn, Kristina (1948–2020), schwedische Dichterin und Dramatikerin
- Lugné-Poe, Aurélien-Marie (1869–1940), französischer Theaterregisseur
- Lügner (* 1973), Schweizer Rapper, Radiomacher und Produzent
- Lugner, Cathy (* 1989), deutsches Playboy-Model und Pseudo-Doku-Soap-Darstellerin
- Lugner, Christina (* 1965), österreichische Reality-TV-Teilnehmerin, Buchautorin und ehemalige Fernsehmoderatorin
- Lugner, Jacqueline (* 1993), österreichische Unternehmerin
- Lugner, Leo (* 1987), österreichischer Politiker (FPÖ), Landtagsabgeordneter
- Lugner, Richard (1932–2024), österreichischer Bauunternehmer und ProjektentwicklerRichard Lugner (1932–2024)

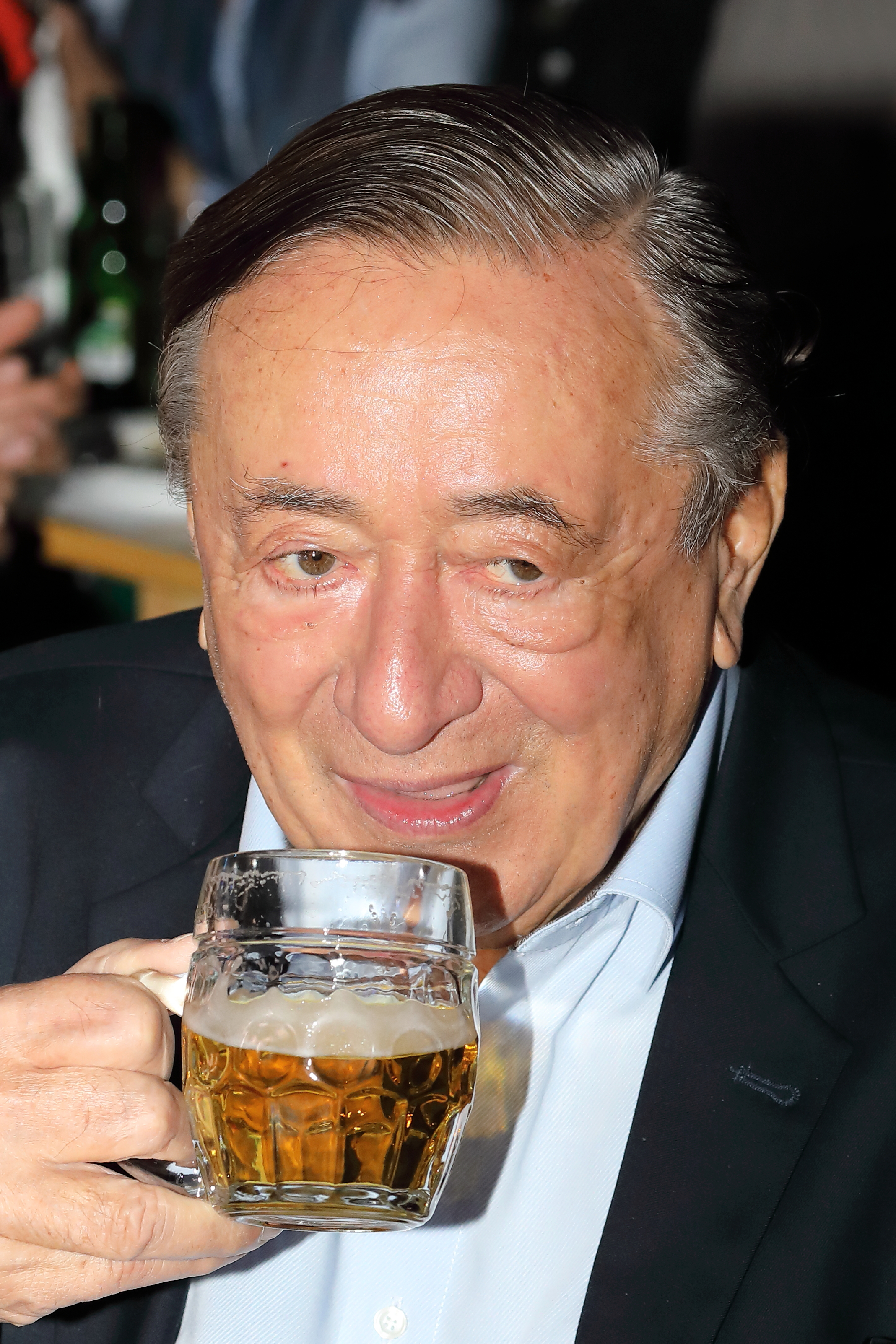
Richard Lugner (1932–2024)

### Lugo
- Lugo Gómez, Gerardo (* 1955), mexikanischer Fußballspieler
- Lugo Guadarrama, Amador (1921–2002), mexikanischer Maler und Bildhauer
- Lugo y de Quiroga, Juan de (1583–1660), spanischer Jesuit, Kardinal und Gelehrter
- Lugo, Alonso Fernández de († 1525), spanischer Eroberer
- Lugo, Brian (* 1991), uruguayischer Fußballspieler
- Lugo, Édgar Gerardo (* 1984), mexikanischer Fußballspieler
- Lugo, Emil (1840–1902), deutscher Maler und Grafiker
- Lugo, Fernando (* 1951), paraguayischer Geistlicher, Bischof, Politiker und Präsident von ParaguayFernando Lugo (* 1951)

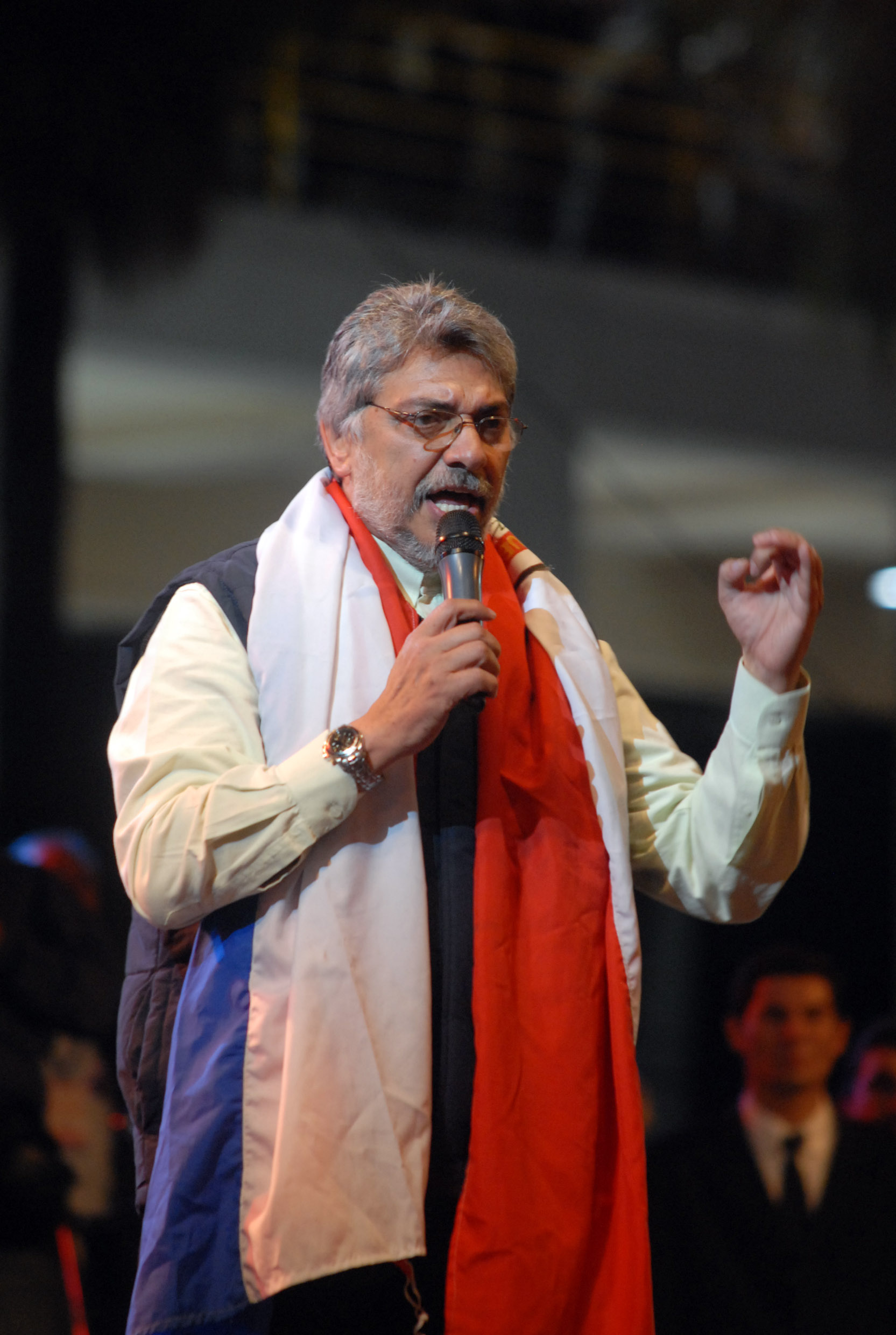
Fernando Lugo (* 1951)

- Lugo, Francisco de (1580–1652), spanischer Theologe und Jesuit
- Lugo, Luiyi (* 1994), dominikanisch-schweizerischer Fußballspieler
- Lugo, Sara (* 1987), deutsche Reggae-Sängerin
- Lugo, Sergio (* 1957), mexikanischer Fußballspieler
- Lugol, Jean Guillaume (1786–1851), französischer Arzt
- Lugon, Charles, Schweizer Radrennfahrer
- Lugon, Damiano (* 1956), italienischer Naturbahnrodler
- Lugon-Moulin, Anne (* 1971), Schweizer Diplomatin
- Lugones, Leopoldo (1874–1938), argentinischer Lyriker und Erzähler
- Lugonja, Bojan (* 1998), österreichischer Fußballspieler
- Lugosch, Eric, US-amerikanischer Fingerstyle-Gitarrist
- Lugosi, Bela (1882–1956), Filmdarsteller, der besonders Rollen in Horrorfilmen spielteBela Lugosi (1882–1956)

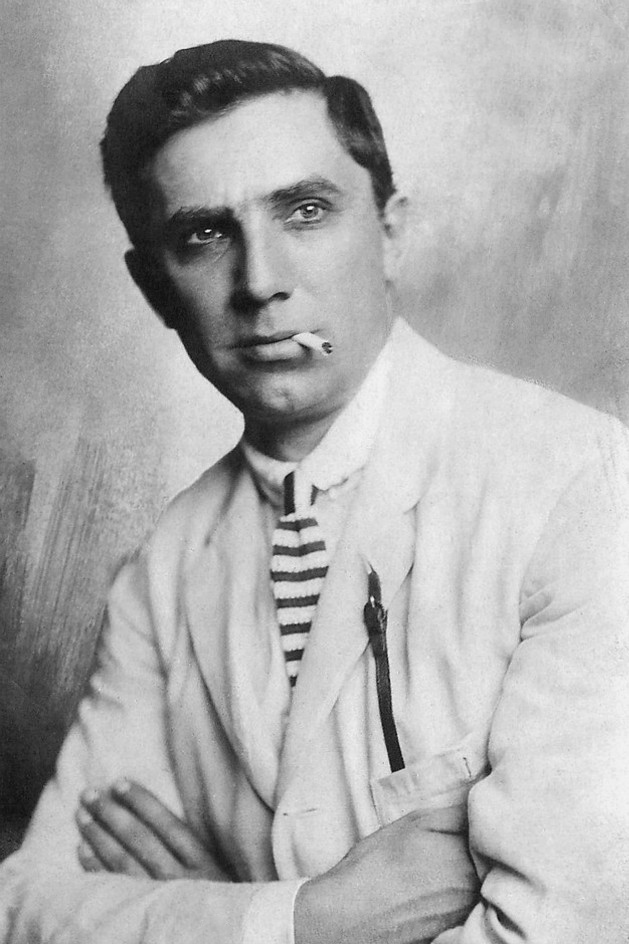
Bela Lugosi (1882–1956)

- Lugowkina, Jekaterina Wassiljewna (* 1980), russische Bogenbiathletin
- Lugowoi, Andrei Konstantinowitsch (* 1966), russischer Mitarbeiter des KGB, Beschuldigter im Mordfall Alexander Litwinenko
- Lugowski, Clemens (1904–1942), deutscher Germanist
- Lugowskoi, Wladimir Alexandrowitsch (1901–1957), konstruktivistischer Dichter

### Lugr
- Lugr, Vilém (1911–1981), tschechischer Fußballspieler- und Trainer
- Lugrin, Birgit (* 1981), deutsche Informatikerin und Hochschullehrerin

### Lugs
- Lugscheider, Matthaeus (1824–1897), deutscher Pfarrer und Politiker (Zentrum), MdR
- Lugsteiner, Juliane (* 1953), österreichische Politikerin (SPÖ), Mitglied des Bundesrates

### Lugt
- Lugt, Frans van der (1938–2014), niederländischer Jesuit
- Lugt, Frits (1884–1970), niederländischer Kunsthistoriker und Kunstsammler

### Lugu
- Luguet, Edmond (1886–1974), französischer Radrennfahrer
- Luguet, Louis (1892–1976), französischer Radrennfahrer
- Lugun, Anuj (* 1986), indischer Autor
- Lugun, Munmun Timothy (* 1993), indischer Fußballspieler